# فرنك فرنسي
كان الفرنك الفرنسي العملة الرسمية لدولة فرنسا حتى عام 1999 وفي اليوم الأول من عام 1999 ولدت عملة اليورو رسمياً، واعتباراً من الرابع منه، فإن 80% من العملة المتداولة في الدول الداخلة في منطقة اليورو أصبحت العملة الموحدة: الدفع بين البنوك، وقروض الدولة، وكذلك أسعار الأسهم والادخارات باليورو، وقد بات ممكناً الدفع في عمليات الشراء بعملة اليورو بواسطة الشيكات. خرج الفرنك الفرنسي من التداول عام 2001 وتم استبداله باليورو نهائياً.

## تاريخ
يعود أصل الفرنك الفرنسي إلى النظام النقدي الكارولنجي في القرن الثامن الميلادي، وتحديدًا إلى الليفر تورنوا ، وهو فرع من النظام نفسه ظهر في القرن الثالث عشر. فيما يلي جدول يوضح التغيرات في قيمة الليفر باريزي وليفر تورنوا من حيث الفضة أو الذهب حتى طرح الفرنك الفرنسي عام ١٧٩٥.
القيم التاريخية لعملات الليفر الباريسي والليفر تورنوا، غرامات من المعادن الثمينة:
| سنة     | الليفر الباريسي | الليفر الباريسي | الليفر تورنوا | الليفر تورنوا |
| سنة     | غرام فضة        | غرام الذهب      | غرام فضة      | غرام الذهب    |
| ------- | --------------- | --------------- | ------------- | ------------- |
| 781 AD  | 407.92          | -               | -             | -             |
| ق. 1000 | 305.94          | -               | -             | -             |
| 1266    | -               | -               | 80.88         | -             |
| 1317    | 80.88           | -               | 64.70         | -             |
| 1361    | 55.85           | 4.856           | 44.68         | 3.885         |
| 1425    | 38.243          | 3.585           | 30.594        | 2.868         |
| 1475    | 30.594          | 2.620           | 24.475        | 2.096         |
| 1549    | 20.396          | 1.747           | 16.317        | 1.398         |
| 1641    | -               | -               | 8.309         | 0.6189        |
| 1726    | -               | -               | 4.505         | 0.3116        |
| 1785    | -               | -               | 4.444         | 0.2867        |
| فرنك    | -               | -               | 4.500         | 0.2903        |

### الكارولينجية، 781
طُبِّق النظام النقدي للإمبراطور شارلمان عام 781 ميلاديًا في الإمبراطورية الكارولنجية الفرنجية، وانتشر على مر القرون في معظم أنحاء أوروبا الغربية ، حيث كان الليفر (الجنيه) الفضي مقسمًا إلى 20 سولًا أو سوسًا (شلنًا)، والسول مقسمًا إلى 12 دينارًا (بنسًا). ولم يُتداول سوى الدينار كعملة معدنية لمدة 500 عام تالية، حيث كان السو والليفر مضاعفات الدينار الحسابية. بلغ وزن الليفر والدينار الأول 407.92 غرامًا و1.7 غرامًا على التوالي، من أجود أنواع الفضة المتاحة.

### الكابيتيون، حوالي عام 1000
الليفرات والدنانير الصادرة ق. 1000 احتوى في عهد سلالة الكابيتيين على 305.94 غرام و1.27475 غرام من الفضة النقية، على التوالي. وكان المارك الفرنسي، الذي يزن 8 أونصات، وحدة وزن تعادل 244.752 غرام، وتعادل في وزنها 192 دينار أو 16 سولًا في تلك الفترة.
في القرون اللاحقة، واجه الملوك الفرنسيون صعوبة في تطبيق معايير ثابتة لليفر في ظل مملكة لامركزية من الحكام الإقطاعيين الفرنجة، الذين ادّعى العديد منهم الحق في إصدار العملات ضمن نطاقاتهم، وكثيرًا ما لجأوا إلى تخفيض قيمة العملات في أوقات الشدة. وبينما عُرفت القيم النقدية التي أعلنها الملوك الفرنسيون في النهاية باسم الليفر الباريسية، اعتمدت مناطق أخرى في الغالب على عملات ذات معايير أقل. إحدى هذه العملات، الليفر تورنوا ، أصبحت في نهاية المطاف نظام المحاسبة المفضل في ظل مملكة فرنسية أكثر مركزية. 

### لويس التاسع، 1266
ظهرت عملة ليفر تورنوا كنظام محاسبي مفضل في فرنسا خلال عهد الملك لويس التاسع مع إصدار Gros tournois الفضي بقيمة 58 دولارًا مقابل مارك فرنسي من الفضة النقية. هنا وزنها ٤٫٠٤٤ غرام من الفضة النقية بالغرام الواحد)، وقُدّرت قيمتها بسول واحد (١٢ دينيرًا) في منطقة تورين الفرنسية، مع أن قيمتها كانت أقل من سول واحد في باريس. وقد ضمنت سمعة العملة الجديدة وسهولة التعامل بها، مقارنةً بالدينيرات منخفضة القيمة، اعتماد غروس تورنوا في بقية أوروبا الغربية.

### أواخر العصر الكابيتيون، 1317
مع حلول عهد الملك فيليب الرابع، ازدادت الضغوط لتخفيض قيمة الدينار، وهو ما حدث عام ١٣١٧ عندما رُفعت قيمة غروس تورنوا إلى ١٥ دينار تورنوا أو ١٢ دينير (سول واحد) باريسي ، مما أدى إلى بدء التكافؤ الثابت بين ٤ دينار باريسي و٥ دينير تورنوا . وبينما استمر الملوك الفرنسيون في تحديد قيم العملات بمضاعفات ٤ و١٢ دينار باريسي حتى نهاية القرن الخامس عشر، اختارت بقية فرنسا تدريجيًا الاعتراف بقيمها المتزايدة بمضاعفات ٥ و١٥ دينار تورنوا. 

### حرب المائة عام، 1361
أدى اندلاع حرب المائة عام ضد إنجلترا عام ١٣٣٧ إلى زيادة الضغوط لتخفيض قيمة الليفر الفرنسي أكثر. وفي عام ١٣٤٣، جرت محاولة لعكس الانخفاضات السابقة في قيمة الدينار المتداول وإعادة العمل بالعملة القديمة "غرو تورنوا" (فورتي مونيه، أو العملة القوية) التي تعود إلى عام ١٣١٧، مما تسبب في فوضى مالية، لا سيما مع المقترضين الذين حصلوا على عملات معدنية منخفضة القيمة، والذين اضطروا بعد ذلك إلى سداد ديونهم بالعملة "فورتي مونيه". واعتُبر انخفاض قيمة اللير الفرنسي أمرًا ضروريًا مع استمرار الحرب.
في عام ١٣٦١، سُكَّت عملة غروس تورنوا (١٥ دينير تورنوا) (سول باريسي واحد) بسعر ٨٤ مقابل مارك فرنسي من الفضة النقية، ٢٣/٢٤ (أي ٢.٧٩ غرام فضة نقية في الغروس). في الوقت نفسه، أصبح الذهب المتدفق من جنوب أوروبا وسيطًا مهمًا للتبادل في الشمال، لذا سُكَّت فرنكات ذهبية بقيمة ١ ليرة تورنوا (١٦ سول باريسي واحد) بسعر ٦٣ مقابل مارك فرنسي من الذهب النقي (أي ٣.٨٨٥ غرام للفرنك). واستمر الذهب كعملة متداولة منذ ذلك الحين على شكل إيكودور بنسب متفاوتة من الذهب.
طُرح الفرنك الذهبي، الذي تبلغ قيمته عملة ليفر تورنوا واحدة، عام ١٣٦٠ لدفع فدية الملك جون الثاني ملك فرنسا . وقد ضمنت هذه العملة حرية الملك، حيث ظهرت على جواد مزين بزخارف فاخرة، فأُطلق عليها اسم "فرانك أ شيفال  (وتعني "حر على جواد" بالفرنسية).  يحمل وجه العملة، كغيره من العملات الفرنسية، لقب "فرانكوروم ريكس" (" ملك الفرنجة " باللاتينية)، مما يُقدم سببًا آخر لتسمية العملة فرنكًا.  واصل ابن جون، شارل الخامس ، هذا النمط. نُسخ بدقة في برابانت وكامبري ، وفي فلاندرز، مع تغيير شعارات شعارات الخيول. أتاحت الفتوحات التي قادتها جان دارك لشارل السابع العودة إلى سك العملة السليمة، وأعاد إحياء عملة الفرنك الفارسي . إلا أن جون الثاني لم يتمكن من سكّ ما يكفي من الفرنكات لدفع فدية، فعاد طواعيةً إلى الأسر الإنجليزي.
توفي جون الثاني سجينًا في إنجلترا وترك ابنه شارل الخامس ليجمع القطع. اتبع شارل الخامس سياسة إصلاحية، بما في ذلك سك عملات مستقرة. أنشأ مرسوم بتاريخ 20 أبريل 1365 حجر الزاوية في هذه السياسة، وهي عملة ذهبية تسمى رسميًا denier d'or aux fleurs de lis والتي كان عليها صورة للملك واقفًا على وجهها، مصورًا تحت مظلة.  كانت قيمتها النقدية في الحساب هي ليفر تورنوا واحد، تمامًا مثل franc à cheval ، وهذه العملة معروفة عالميًا باسم franc à pied .  وفقًا لنظريات عالم الرياضيات والاقتصاد والمستشار الملكي نيكول أورسمه، ضرب شارل عددًا أقل من العملات المعدنية ذات الذهب ذي الجودة الأفضل من أسلافه. في الانكماش المصاحب، انخفضت كل من الأسعار والأجور، لكن الأجور انخفضت بشكل أسرع واضطر المدينون إلى التسوية بأموال أفضل مما اقترضوا. استغل عمدة باريس، إتيان مارسيل، استياءهم لقيادة ثورة الجاكيري التي أجبرت شارل الخامس على مغادرة المدينة. كان وضع الفرنك أفضل، إذ أصبح مرتبطًا بإسطبل النقود عند مستوى الليرة الواحدة. 

### حرب لانكستر، 1425
ساهم قدرٌ من السلام الذي تحقق في بداية القرن الخامس عشر في استقرار قيمة العملة الفرنسية. بعد عام ١٤٢٢، سُكَّت عملة سول باريسي واحد بسعر ٩٦ مقابل مارك فرنسي. غرامة (ومن ثم 1.912 غرام لكل إجمالي)، في حين سُكَّ إيكو بقيمة 20 سول باريسي بسعر 64 مقابل مارك فرنسي، قيراط أو أي ٣٫٥٨٥ غرامًا للإيكو). كان سعر الغرو والإيكو أفضل من بنسان (عملة بريطانية ما قبل النظام العشري) والتي كانت تزن ١٫٨ غرام من الفضة و٤٠ بنسًا ( عملة نصف نبيلة وزنها 3.48 جرام من جنيه إسترليني)، مما أدى إلى سعر صرف تقريبي قدره 1 جنيه إسترليني مقابل ستة ليفر باريسية.
أدى السلام في الأراضي المنخفضة البورغندية بعد عشرينيات القرن الخامس عشر إلى إعادة تنظيم النظام النقدي الفلمنكي عام ١٤٣٤ مع الليفر الفرنسي. احتوى الخولده الهولندي الجديد (الجنيه الإسترليني) وقيمته ٢٠ شلنًا على ٣٢.٦ غرامًا من الفضة الخالصة، وكان مساويًا تقريبًا لليفر باريسي وقيمته ٢٠ سول (٣٨.٢٤ غرامًا). استمر هذا التكافؤ بين الليفر الفرنسي والعملتين الفلمنكية والإنجليزية حتى ستينيات القرن السادس عشر، مما سهّل إصدار فئات عملات متطابقة في جميع أنحاء هذه البلدان. 

### لويس الحادي عشر، 1475
أدت مجاعة السبائك الكبرى في منتصف القرن الخامس عشر إلى انخفاض آخر في قيمة العملة في عهد الملك لويس الحادي عشر ، حيث انخفضت قيمة الليفر الباريسي إلى أونصة فرنسية واحدة (30.594 غرامًا) من الفضة النقية أو 2.620 غرامًا من الذهب النقي. وسُكّ الغروس الفضي بسعر 69 للمارك الفرنسي. 23⁄24 الفضة النقية (3.4 جرام من الفضة النقية) وقدرت قيمتها بـ 1⁄9 ليفر باريس (أو سول). سُكَّت العملة الذهبية إيكو دي سولييل بسعر 72 للمارك، قيراط (٣.٢٧٥٤ غرام ذهب نقي)، وقُدّرت قيمته بـ ٢٥ سول باريسي. شهدت نهاية القرن الخامس عشر بداية نظام نقدي فرنسي أكثر مركزية، وتوقف أنظمة النقد المتنافسة داخل فرنسا.
تطابقت عملة Livre Parisis التي يبلغ وزنها أونصة فرنسية واحدة تقريبًا مع محتوى الفضة في 1⁄6 جنيه إسترليني (أونصة تروي واحدة من الفضة الإسترليني). وأصبح هذا أيضًا نموذجًا لألمانيا عندما بدأت بإصدار عملات غولدن غروشن الفضية بوزن أونصة واحدة، مقسمة إلى 21 غروشن (شلن) أو 252 بفنغ (بنس).

### فالوا-أنغوليم، 1549
شهد عهد ملوك فالوا-أنغوليم في القرن السادس عشر تسارعًا ملحوظًا في تخفيض قيمة العملات الفرنسية والإنجليزية والهولندية، وذلك في ظل التدفق الهائل للمعادن الثمينة من القارة الأمريكية عبر الأراضي المنخفضة التابعة لآل هابسبورغ . وقد أدى تطبيق المعايير النقدية المتساهلة في المقاطعات الهولندية إلى انخفاض كبير في قيمة العملات. انخفاض قيمة الليرة بحلول عام 1549، مع استمرار التخفيضات في القيمة حتى القرن السابع عشر.
رُفِعَت قيمة الأونصة الفرنسية (30.594 جرامًا) من الفضة النقية من 1 إلى 11⁄2 ليفر باريسيس (أو من 25 إلى 371⁄2 سول تورنوا). رُفِعَت قيمة العملة المعدنية إيكو دي سولييل المصنوعة من الذهب الخالص بوزن 3.2754 جرام من 25 إلى 371⁄2 سول باريسي (أو 311⁄4 إلى ما يقرب من 47 سول تورنوا). وقد شوهد هذا التقدم بنسبة 50% أيضًا في إنجلترا في عام 1551 عندما رفعت أونصة تروي من الفضة الإسترلينية من 40 إلى 60 بنسًا، وفي القرن السابع عشر عندما رفعت ألمانيا قيمة ثالر الفضة التي تزن أونصة واحدة من 1 إلى 11⁄2 غولدن فضي.
شهد القرن السادس عشر إصدار عملات فضية أكبر حجمًا، أولًا في التستون (9 غرامات من الفضة النقية، قُدّرت قيمتها بـ 11 سول تورنوا عام 1549)، ثم في الفرنكات الفضية (12.3 غرامًا من الفضة النقية، قُدّرت قيمتها بـ 1 ليفر تورنوا عام 1577). إلا أن هذه العملات الفرنسية كانت أقل شيوعًا بكثير من العملات الفضية ذات الأونصة الواحدة الصادرة من إسبانيا وهولندا وألمانيا، مما أدى إلى إصلاح العملة عام 1641 في عهد الملك لويس الثالث عشر .
استغل هنري الثالث ارتباط الفرنك بعملة سليمة تساوي ليرة تورنو واحدة عندما سعى إلى تثبيت العملة الفرنسية عام ١٥٧٧. وبحلول ذلك الوقت، تسببت تدفقات الذهب والفضة من أمريكا الإسبانية في تضخم في الاقتصاد العالمي، ولم يفعل ملوك فرنسا، الذين لم يحصلوا على الكثير من هذه الثروة، سوى زيادة الأمور سوءًا من خلال التلاعب بالقيم المخصصة لعملاتهم. زاد مجلس الولايات العامة الذي انعقد في بلوا عام ١٥٧٧ من الضغط العام لوقف التلاعب بالعملة. وافق هنري الثالث على ذلك وأعاد إحياء الفرنك، كعملة فضية تساوي ليرة تورنو واحدة. ظلت هذه العملة وكسورها متداولة حتى عام ١٦٤١ عندما استبدلها لويس الثالث عشر ملك فرنسا بالإيكو الفضي. ومع ذلك، استمر اسم "الفرنك" في المحاسبة كمرادف لـ ليرة تورنو . 

### لويس الثالث عشر، 1641
في القرن السابع عشر، ألغى الملك لويس الثالث عشر سكّ الفرنكات والإيكو غير المرغوب فيه، واستبدله بعملات معدنية على الطراز الإسباني. كما ألغى نظام الليفر باريزيس، واقتصر على استخدام الليفر تورنوا. وكان الدولار الإسباني هو النموذج لعملة لويس دارجنت - 9 مقابل مارك فرنسي (244.752 غرام) من الفضة، 11⁄12 (أي 24.93 غرام فضة نقية)، وقيمتها 3 ليرات تورنوا. كانت عملة الدبلون ‏ الإسبانية أو عملة الإسكودو المزدوجة نموذجًا لعملة لويس الذهبي-361⁄4 إلى مارك فرنسي من الذهب، 11⁄12 ذهب نقي (ومن ثم 6.189 جرام ذهب نقي)، وقيمتها 10 ليفر.

### لويس الخامس عشر، 1726
دخلت فرنسا فترةً مضطربةً أخرى خلال حرب الخلافة الإسبانية بين عامي 1701 و1714، مما أدى إلى انخفاضٍ آخر في قيمة الليرة الفرنسية. في عهد الملك لويس الخامس عشر عام 1726، صدر إيكو دي أرجنت الفضي بسعر 8.3 مارك ذهبي، عيار 11/12 (أي 27.03 غرام من الفضة النقية)، وقيمته 6 ليرات. كما صدر لويس دور ذهبي جديد بسعر 30 مارك ذهبي، عيار 11/12 (أي 7.4785 غرام من الذهب النقي)، وقيمته 24 ليرات.

### لويس السادس عشر، 1785
أدى ارتفاع قيمة الذهب في بداية الثورة الصناعية في بريطانيا العظمى وأماكن أخرى وكذلك عهد الملك لويس السادس عشر إلى ارتفاع نسبة الذهب إلى الفضة إلى 15.5، مما أدى إلى انخفاض محتوى الذهب في عملة لويس دور 24 ليرة من 1/30 إلى 1/32 من المارك، 11/12 غرامة. في حين أن معيار الفضة ظل دون تغيير، تشير تحاليل تلك الفترة إلى أن العملات المعدنية تحتوي على سبائك أقل بنسبة 1.5٪ تقريبًا مما هو محدد رسميًا. يشير استبدال الليفر بالفرنك في عام 1795 بمعدل 1.0125 ليرة = 1 فرنك إلى أن عملة إيكو 6 ليفر تحتوي على 26.67 جرام من الفضة النقية بينما تحتوي عملة لويس 24 ليرة المخفضة على 6.88 جرام من الذهب النقي.
اُستُبدِلَ الليفر تورنوا في عام 1795 بالفرنك الفرنسي (أو الفرنك الجرثومي)، بقيمة 4.5 جرام من الفضة أو 9⁄31 جرام = 0.29032 جرام ذهب (نسبة 15.5)، بمعدل 1 فرنك = 11⁄80 ليفر أو 1 ليفر، 3 منكرين.

### الثورة الفرنسية
أُقرّ الفرنك العشري كعملة وطنية من قِبل المؤتمر الوطني لفرنسا الثورية عام ١٧٩٥، كوحدة عشرية (١ فرنك = ١٠ ديسيمات = ١٠٠ سنتيم) تزن ٤.٥ غرام من الفضة الخالصة. كان هذا أقل بقليل من الليفر الذي يزن ٤.٥٠٥ غرام، ولكن حُدِّدَت قيمة الفرنك عام ١٧٩٦ عند ١.٠١٢٥ ليفر (١ ليفر، ٣ دينير )، مما يعكس جزئيًا سك العملات المعدنية دون المستوى في الماضي. أصبحت العملات الفضية تحمل الآن فئة واضحة "٥ فرنكات"، وأصبح من الإلزامي تحديد الأسعار بالفرنك. أنهى هذا ممارسة النظام القديم المتمثلة في سك عملات معدنية بدون فئة محددة، مثل لويس دور ‏، وإصدار مراسيم ملكية بشكل دوري للتلاعب بقيمتها من حيث النقد الحسابي، أي الليفر تورنوا ‏. أصبح الفرنك العملة الرسمية لفرنسا في عام 1799. 
كما بدأ سك العملات بفئات صريحة في الكسور العشرية للفرنك في عام 1795.  فُرِضَ نظام الفرنك العشري بموجب قانون صدر في 7 أبريل 1795، والذي تناول أيضًا نظام الأوزان والمقاييس العشرية . قادت فرنسا العالم في تبني النظام المتري وكانت ثاني دولة تتحول من عملة العملة غير العشرية إلى عملة عشرية، بعد تحويل روسيا في عام 1704،  وثالث دولة تتبنى عملة عشرية، أيضًا بعد الولايات المتحدة في عام 1787.  استخدمت أول عملة عشرية في فرنسا شخصيات مجازية ترمز إلى المبادئ الثورية، مثل تصميمات العملات التي اعتمدتها الولايات المتحدة في عام 1793.
تراجع تداول هذه العملة المعدنية خلال عهد الجمهورية: سُحبت العملات الذهبية والفضية القديمة من التداول واستُبدلت بعملات "أسينيات" ‏ مطبوعة، صدرت في البداية كسندات مدعومة بقيمة ممتلكات الكنائس المصادرة، ثم أُعلنت لاحقًا كعملة قانونية . استُخدمت العملات الذهبية والفضية المسحوبة لتمويل حروب الثورة الفرنسية ولاستيراد الغذاء الذي كان شحيحًا.
كما حدث خلال " فقاعة المسيسيبي " بين عامي 1715 و1720، طُرح عدد كبير جدًا من العملات الأجنبية للتداول، متجاوزًا قيمة "الممتلكات الوطنية"، وتراجعت قيمة العملات المعدنية، نتيجةً للاستيلاء العسكري والاكتناز، لتسديد ديون الموردين الأجانب. ومع بقاء ديون الحكومة الوطنية غير مسددة، ونقص الفضة والنحاس لسك العملات المعدنية، تراجعت الثقة بالعملة الجديدة، مما أدى إلى تضخم مفرط، وتزايد أعمال الشغب بسبب نقص الغذاء ، وعدم استقرار سياسي حاد، ونهاية الجمهورية الفرنسية الأولى ، والانهيار السياسي للمؤتمر الفرنسي . ثم أعقب ذلك الفشل الاقتصادي للديركتوار : إذ ظلت العملات المعدنية نادرة للغاية. وبعد انقلاب عسكري أدى إلى إنشاء القنصلية ، استحوذ القنصل الأول تدريجيًا على السلطة التشريعية الوحيدة على حساب المؤسسات الاستشارية والتشريعية الأخرى غير المستقرة والمفقودة.

### الإمبراطورية الفرنسية والاستعادة
في عام ١٨٠٠، أُنشئ بنك فرنسا ، وهو مؤسسة اتحادية ذات مجلس إدارة خاص، وكُلِّف بإصدار العملة الوطنية. في عام ١٨٠٣، أُنشئ الفرنك الذهبي (الذي سُمي على اسم شهر جيرمينال في التقويم الثوري )، مما أدى إلى إنتاج فرنك ذهبي يحتوي على ٢٩٠.٠٣٤ ملغ من الذهب الخالص. ومنذ ذلك الحين، جرى تداول وحدات الذهب والفضة بالتبادل على أساس نسبة 1:15.5 بين قيمتي المعدنين ( الثنائية المعدنية ) حتى عام 1864، عندما خُفِّضت قيمة جميع العملات الفضية، باستثناء عملة الـ 5 فرنكات، من 90% إلى 83.5% فضة دون تغيير في الأوزان.
تضمنت هذه العملة أول عملات ذهبية حديثة بفئات بالفرنك. تخلت عن رموز الثورة عام ١٧٩٥، فأصبحت تُظهر نابليون على غرار الأباطرة الرومان ، ووُصف في البداية بأنه "بونابرت القنصل الأول" وسُميَّت البلاد "الجمهورية الفرنسية". بعد تتويجه عام ١٨٠٤، غيّرت العملات المعدنية نقش الوجه إلى "نابليون الإمبراطور"، مُسقطةً اسم عائلته كما هو الحال في الأسماء الملكية . في عام ١٨٠٧، غيّرت نقش الوجه الآخر إلى " الإمبراطورية الفرنسية ". وقياسًا بعملة لويس الذهبي القديمة، ‏ سُميت هذه العملات " نابليون الذهبية ". من الناحية الاقتصادية، حققت هذه العملة السليمة نجاحًا كبيرًا، ولم يُغيّر سقوط نابليون ذلك. حافظت الحكومات اللاحقة على معيار وزن نابليون، مع تغييرات في التصميم تُجسّد التاريخ السياسي لفرنسا. وعلى وجه الخصوص، اُحتُفِظَ بهذا النظام النقدي خلال فترة استعادة بوربون واستمر حتى عام 1914.

### الاتحاد النقدي اللاتيني
كانت فرنسا عضوًا مؤسسًا في الاتحاد النقدي اللاتيني (LMU)، وهي عملة موحدة استخدمتها بشكل رئيسي الدول الناطقة بالألمانية ودول البحر الأبيض المتوسط الأخرى بين عام ١٨٦٥ والحرب العالمية الأولى. استندت العملة الموحدة إلى الفرنك الجرثومي، وكان اسم الفرنك مستخدمًا بالفعل في سويسرا وبلجيكا ، بينما سكّت دول أخرى فئات محلية، قابلة للاسترداد في جميع أنحاء الكتلة بنسبة 1 إلى 1، ولكن بأسماء محلية مثل البيزيتا. في عام ١٨٧٣، تحول الاتحاد النقدي اللاتيني إلى معيار ذهبي خالص، حيث كان الفرنك الواحد يساوي ٠٫٢٩٠٣٢٢٥٨١ غرامًا من الذهب.

### الحرب العالمية الأولى

قيمة الفرنك الفرنسي القديم، باليورو عام ٢٠٠٧. السنوات المظللة بالذهب تشير إلى الالتزام بمعيار الذهب.

أدى اندلاع الحرب العالمية الأولى إلى تخلي فرنسا عن معيار الذهب الخاص بـLMU. قوضت الحرب قوة الفرنك بشدة: حيث أدى الإنفاق الحربي والتضخم وإعادة الإعمار بعد الحرب، الممولة جزئيًا عن طريق طباعة المزيد من النقود، إلى انخفاض القوة الشرائية للفرنك بنسبة 70٪ بين عامي 1915 و 1920. بعد ارتفاع قصير في قيمة الفرنك خلال فترة الكساد الكبير في عامي 1920 و 1921 ، انخفض بنسبة 43٪ أخرى بين عامي 1922 وموازنة الميزانية في عام 1926. تفاقم هذا الانخفاض في قيمة العملة بسبب إصرار الحكومة الفيدرالية الأمريكية الجمهورية ولجنة ديون الحرب العالمية الخارجية ‏ على سداد ديون فرنسا الحربية في غضون 25 عامًا بفائدة لا تقل عن 4.25٪ سنويًا. ساهم انخفاض قيمة العملة في مطالبة فرنسا بمدفوعات تعويضات عالية من ألمانيا .  بعد عودة قصيرة إلى معيار الذهب بين عامي 1928 و1936، سُمح للعملة باستئناف انزلاقها، حتى وصلت في عام 1959 إلى أقل من 2.5% من قيمتها في عام 1934.

### الحرب العالمية الثانية
خلال الاحتلال النازي لفرنسا (1940-1944)، كان الفرنك عملة تابعة للرايخ مارك الألماني. كان سعر الصرف 20 فرنكًا مقابل رينغيت ماليزي واحد. اُستٌبدِلَت العملات المعدنية بكلمات "العمل، العائلة، الوطن" (Travail, famille, patrie ‏ ) بدلاً من الثلاثي الجمهوري "الحرية، المساواة ، الإخاء"، مع إضافة شعار نظام فيشي .

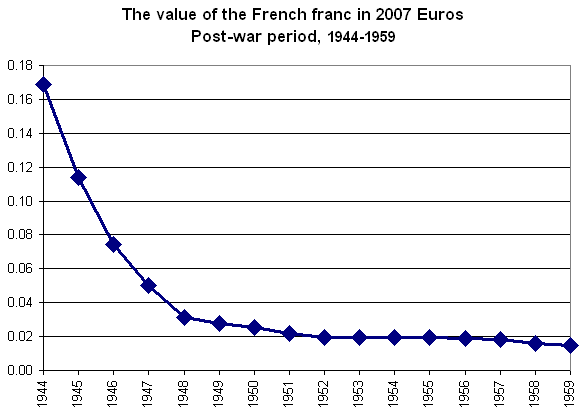
قيمة الفرنك الفرنسي القديم في فترة ما بعد الحرب، باليورو في عام 2007

بعد التحرير حاولت الولايات المتحدة فرض استخدام الفرنك الأميركي ، الأمر الذي نجح الجنرال ديغول في تجنبه.

### فترة ما بعد الحرب
بعد الحرب العالمية الثانية، خفضت فرنسا قيمة عملتها ضمن نظام بريتون وودز عدة مرات. بدءًا من عام ١٩٤٥، كان سعر صرف الجنيه الإسترليني ٤٨٠ فرنكًا (أي ما يعادل ١١٩.١ فرنكًا أمريكيًا )، وبحلول عام ١٩٤٩، وصل إلى ٩٨٠ فرنكًا (أي ما يعادل ٣٥٠ فرنكًا أمريكيًا). ثم انخفض هذا السعر أكثر في عامي ١٩٥٧ و١٩٥٨ ليصل إلى ١٣٨٢.٣ فرنكًا (أي ما يعادل ٤٩٣.٧ فرنكًا أمريكيًا، أي ما يعادل ١.٨ ملغ من الذهب الخالص).

قيمة الفرنك الفرنسي الجديد، باليورو لعام ٢٠٠٧. السنوات المظللة باللون الأزرق الفاتح تشير إلى سعر صرف ثابت مقابل اليورو.

بعد الحرب العالمية الثانية، خفضت فرنسا قيمة عملتها ضمن نظام بريتون وودز عدة مرات. بدءًا من عام ١٩٤٥، كان سعر صرف الجنيه الإسترليني ٤٨٠ فرنكًا (أي ما يعادل ١١٩.١ فرنكًا أمريكيًا )، وبحلول عام ١٩٤٩، وصل إلى ٩٨٠ فرنكًا (أي ما يعادل ٣٥٠ فرنكًا أمريكيًا). ثم انخفض هذا السعر أكثر في عامي ١٩٥٧ و١٩٥٨ ليصل إلى ١٣٨٢.٣ فرنكًا (أي ما يعادل ٤٩٣.٧ فرنكًا أمريكيًا، أي ما يعادل ١.٨ ملغ من الذهب الخالص).

### الفرنك الجديد
في يناير 1960، أُعيد تقييم الفرنك الفرنسي، حيث أصبح كل 100 فرنك موجود يُعادل فرنكًا جديدًا واحدًا.  استُخدم الاختصار "NF" على الأوراق النقدية بتصميم عام 1958 حتى عام 1963. استمرت العملات القديمة من فئة فرنك واحد وفرنكين في التداول كعملات سنتيم جديدة (لم تُسك أي سنتيمات جديدة خلال العامين الأولين). لم تُتداول عملة السنتيم الواحد على نطاق واسع. استمر التضخم في تآكل قيمة الفرنك: فبين عامي 1950 و1960، ارتفعت مستويات الأسعار بنسبة 72 في المائة (5.7 في المائة سنويًا في المتوسط)؛ وبين عامي 1960 و1970، ارتفعت بنسبة 51 في المائة (4.2 في المائة).  لم يحدث سوى انخفاض كبير آخر في قيمة الفرنك (11 في المائة في أغسطس 1969) قبل استبدال نظام بريتون وودز بأسعار الصرف الحرة. عندما حل اليورو محل الفرنك في الأول من يناير/كانون الثاني 1999، كانت قيمة الفرنك أقل من ثمن قوته الشرائية الأصلية في عام 1960. 
بعد إعادة التقييم وإدخال الفرنك الجديد، استمر العديد من الفرنسيين في استخدام مصطلح "الفرنكات القديمة" ( anciens francs ) للمبالغ الكبيرة، على سبيل المثال لأسعار المنازل والشقق والسيارات. وكان هذا شائعًا حتى إدخال اليورو وحتى بعد ذلك. لا يزال العديد من الناس، كبارًا وصغارًا - حتى أولئك الذين لم يستخدموا الفرنك القديم أبدًا - يحددون الأسعار بالفرنكات القديمة، مما يربك السياح والأشخاص في الخارج.   
توقفت جميع العملات المعدنية والأوراق النقدية بالفرنك عن كونها عملة قانونية في يناير 2002، عند اعتماد اليورو رسميًا. 

### الاتحاد الاقتصادي والنقدي
اعتبارًا من 1 يناير 1999، تم تحديد سعر صرف الفرنك الفرنسي مقابل اليورو عند مستوى ثابت قدره 1 يورو. = 6.55957 فرنك. حلت العملات المعدنية والأوراق النقدية الأوروبية محل الفرنك بالكامل في الفترة ما بين 1 يناير و1 مارس 2002. 

## عملات معدنية

### قبل الحرب العالمية الأولى
في أغسطس 1795، استبدل قانون النقد الليفر (الجنيه) بالفرنك ، الذي كان مقسمًا إلى 10 ديسيمات (أعشار) و100 سنتيم (أجزاء من مئة). صدرت عملات نحاسية بفئات سنتيم واحد، و5 سنتيمات، وديسيم واحد، وديسيمَين، صممها أوغستين دوبريه . بعد عام 1801، أصبحت العملات النحاسية الفرنسية نادرة. 
كانت العملة النحاسية بقيمة 5 سنتيم تسمى sou ، في إشارة إلى "sole" (باللاتينية: solidus )، حتى عشرينيات القرن العشرين. 
أُنتِجَت عملة إمبراطورية بقيمة 10 ديسيم في المليار من عام 1807 إلى عام 1810. 
خلال فترة القنصلية (1799-1804) سُكَّت الفرنكات الفضية في العملات العشرية.  قُدِّمَت عملة بقيمة خمسة فرنكات لأول مرة في 1801-1802 ( L'AN 10)،  قُدِّمَت عملات نصف فرنك وفرنك واحد و40 فرنكًا ذهبيًا في 1802-1803 (L'AN 11)،  وعملات ربع فرنك وفرنكين في 1803-1804 (L'AN 12).
كانت العملة الفضية بقيمة 5 فرنك تسمى إيكو ، نسبة إلى العملة الفضية بقيمة ستة ليرات في النظام القديم ، حتى ثمانينيات القرن التاسع عشر. 
نادرًا ما صدرت العملات النحاسية بين عامي ١٨٠١ و١٨٤٨، لذا كان ربع الفرنك هو أقل فئة متداولة حاليًا. ولكن خلال هذه الفترة، كانت العملات النحاسية من عصور سابقة متداولة. سُكّت عملة نابليون فئة ٥ سنتيمات (من معدن الجرس ‏ ) وعملات نابليون وفترة الاستعادة فئة ديسيم واحد. 
سُحِبَت معظم الفضة ما قبل العشرية من التداول بحلول عام 1834. وحتى أُلغيت أيضًا في عام 1845، استمرت عملات 15 و30 سو من عامي 1791 و1793 في التداول بقيمة 0.75 و1.50 فرنك، وعملات المليار من القرن الثامن عشر التي أصبحت تُعرف باسم "قطع من 6 ليارد" (صدرت في الأصل بقيم مختلفة) بقيمة 7.5 سنتيم. 
قُدِّمَت عملة برونزية جديدة اعتبارًا من عام 1848. قامت سلطة النقد الجمهورية الثانية بسك عملة نحاسية بقيمة 1 سنت بتصميم عام 1795. اُصدِرَت عملات معدنية بقيمة 2، و5، و10 سنتات اعتبارًا من عام 1853. أوقِفَ ربع الفرنك، مع إصدار عملات فضية بقيمة 20 سنتًا بين عامي 1849 و1868 باعتبارها أصغر عملة فضية أُنتِجَت في فرنسا. 
تغيرت العملة الذهبية أيضًا. سُكَّت عملات معدنية بقيمة 40 فرنكًا آخر مرة في عام 1839 (مع سك 23 عملة فقط).  قُدِّمَت العديد من الفئات الجديدة كعملة ذهبية: 5 فرنكات ذهبية (1856)،  10 فرنكات ذهبية (1850)،  50 فرنكًا ذهبيًا (1855)،  و100 فرنك ذهبي (1855).  أُصدِرَ تصميم ثانٍ لعملة 100 فرنك ذهبي في عام 1878 يصور عبقريًا واقفًا يكتب الدستور.  أُصدِرَ المثال المصور (1889) كإثبات وسُكَّت 100 عملة فقط. 
سُكّت آخر قطعة ذهبية من فئة 5 فرنكات عام 1869، وسُكّت آخر قطعة فضية من فئة 5 فرنكات عام 1878. بعد عام 1815، أُطلق على العملة الذهبية من فئة 20 فرنك اسم " نابليون " (ولا يزال الملكيون يُطلقون عليها اسم " لويس ")، وهو الاسم الدارج لهذه العملة حتى يومنا هذا. خلال العصر الجميل ، سُميت العملة الذهبية من فئة 100 فرنك باسم "موناكو"، في إشارة إلى ازدهار أعمال الكازينو في مونت كارلو . 
قُدِّمَت عملات النيكل بقيمة 25 سنتيمًا في عام 1903. 

### الحرب العالمية الأولى
أحدثت الحرب العالمية الأولى وما تلاها تغييرات جوهرية في سك العملات. فقد عُلّق سك العملات الذهبية، وخفّض سعر الفرنك. وفي عام ١٩١٤، طُرحت عملات معدنية أصغر حجمًا، مثقوبة ، من فئات ٥ و١٠ و٢٥ سنتيمًا، من النيكل أو النحاس والنيكل، لتحل محل النحاس نهائيًا في عام ١٩٢١. وفي عام ١٩٢٠، توقف سك العملات المعدنية من فئة سنتيم واحد وسنتيمين، وتوقف إنتاج العملات الفضية، مع طرح عملات من الألومنيوم والبرونز من فئات ٥٠ سنتيمًا، وفرنك واحد، وفرنكين. وحتى عام ١٩٢٩، كانت غرف التجارة تُصدر هذه العملات، وتحمل عبارة " صالحة للاستخدام". وفي بداية عشرينيات القرن العشرين، أصدرت غرف التجارة أيضًا عملات معدنية صغيرة من الألومنيوم. في عام 1929، اُستُبدِل فرنك جيرمينال الأصلي لعام 1795 بالفرنك بوانكاريه ، والذي قُيِّم بنسبة 20٪ من معيار الذهب لعام 1803. 
في عام ١٩٢٩، أُعيد طرح العملات الفضية بفئتي ١٠ فرنكات و٢٠ فرنكًا. وسُكّت عملة ذهبية نادرة جدًا من فئة ١٠٠ فرنك بين عامي ١٩٢٩ و١٩٣٦. 
في عام 1933، سُكَّت عملة معدنية من فئة 5 فرنك من النيكل، ولكن سرعان ما اُستُبدِلَت بعملة معدنية كبيرة من فئة 5 فرنك مصنوعة من الألومنيوم والبرونز. 

### من الحرب العالمية الثانية إلى إصلاح العملة
أثرت أحداث الحرب العالمية الثانية بشكل كبير على سك العملات. ففي عام ١٩٤١، استُبدل الألومنيوم بالبرونز في فئة الخمسين سنتيمًا، وحُوِّلت فئات الفرنك الواحد، والفرنكين، والخمسة فرنكات، حيثُ حُوِّل النحاس والنيكل، إلى المجهود الحربي. وفي عام ١٩٤٢، عقب الاحتلال الألماني وقيام دولة فيشي الفرنسية ، صدرت سلسلة جديدة قصيرة الأجل من العملات المعدنية، تضمنت عملات من فئة ١٠ و٢٠ سنتيمًا مثقوبة من الزنك. أما فئة الخمسين سنتيمًا، وفئة الفرنك الواحد والفرنكين، فكانت من الألومنيوم. وفي عام ١٩٤٤، أُوقفت هذه السلسلة وسُحبت، واستُؤنف إصدارها السابق. 
بعد الحرب، أدى التضخم السريع إلى سحب الفئات الأقل من فرنك واحد من التداول، وطُرحت عملات معدنية من فئة 10 فرنكات من النحاس والنيكل، ثم طُرحت عملات معدنية مصغّرة من فئة 10 فرنكات من البرونز والألومنيوم عام 1950، بالإضافة إلى عملات معدنية من نفس الفئة من فئتي 20 و50 فرنكًا. وفي عام 1954، طُرحت عملات معدنية من فئة 100 فرنك من النحاس والنيكل. 
في ستينيات القرن العشرين، كانت العملات القديمة المصنوعة من الألومنيوم من فئة 1 و2 فرنك لا تزال متداولة، وكانت تستخدم كـ "سنتيمات". 

### الفرنك الجديد
في عام 1960، أُصدِر الفرنك الجديد ( nouveau franc )، بقيمة 100 فرنك قديم. طُرحت عملات من الفولاذ المقاوم للصدأ من فئة 1 و5 سنتيم، وعملات من الألومنيوم والبرونز من فئة 10، و20، و50 سنتيم، وعملات من النيكل من فئة 1 فرنك، وعملات من الفضة من فئة 5 فرنكات. طُرحت عملات فضية من فئة 10 فرنكات في عام 1965، تلتها عملات جديدة أصغر من الألومنيوم والبرونز من فئة 5 سنتيم، وعملة أصغر من النيكل من فئة 10 فرنكات. عملة فرنك في عام 1966. 
فشلت المحاولة الأولى لإصدار عملة معدنية من فئة 2 فرنك من فئة النيكل في عام 1960. 
حلّت عملاتٌ معدنيةٌ من فئة 5 فرنكات، مصنوعةٌ من النحاس والنيكل، ومغطاةٌ بالنيكل، وفئة 10 فرنكات، مصنوعةٌ من النيكل والنحاس الأصفر، محلَّ نظيراتها الفضية في عامي 1970 و1974 على التوالي. وأخيرًا، طُرحت عملة النيكل فئة 2 فرنك في عام 1979، تلتها عملةٌ ثنائية المعدن فئة 10 فرنكات في عام 1988، وعملةٌ ثلاثية المعدن فئة 20 فرنكًا في عام 1992. وتألفت عملة العشرين فرنكًا من حلقتين وسدادةٍ مركزية. 
صدرت قطعة نيكل بقيمة 10 فرنكات في 22 أكتوبر 1986، في محاولة لزيادة قابلية الاستخدام وتقليل التزوير وتسهيل التعرف عليها من قبل آلات البيع. وبينما أُصدِر 120 مليونًا للتداول، توقف التداول في 26 نوفمبر بسبب الارتباك مع نصف الفرنك وتصميم غير شائع. سُحبت العملة لاحقًا في 19 ديسمبر وأصبحت ملغاة في نهاية يونيو من العام التالي.   أدى هذا إلى تصور النموذج ثنائي المعدن اللاحق. استمرت القطع البرونزية المصنوعة من الألومنيوم في التداول حتى طُوِّرَت القطع ثنائية المعدن وسُكَّت عملات برونزية إضافية من الألومنيوم لتحل محل تلك التي سُحبت في البداية. بمجرد تداول العملات ثنائية المعدن وإنتاجها بالكميات اللازمة، سُحبت القطع البرونزية المصنوعة من الألومنيوم تدريجيًا وأُلغيت من التداول. 
صدرت قطعة فضية بقيمة 50 فرنكًا من عيار 900 من عام 1974 إلى عام 1980، والمعروفة بأنها أكبر عملة فضية سُكَّت على الإطلاق في فرنسا (بسبب قيمتها الاسمية وفقًا لحجمها)، ولكن سُحبت وإلغاء تداولها بعد ارتفاع سعر الفضة في عام 1980. ثم في عام 1982، صدرت قطعة بقيمة 100 فرنك، أيضًا من عيار 900 من الفضة، وتم تداولها على نطاق صغير، حتى إدخال اليورو. 
أُلغي تداول جميع عملات الفرنك الفرنسي في عام 2005 ولم تعد قابلة للاسترداد في Banque de France .
في وقت التحول الكامل إلى اليورو في الأول من يناير/كانون الثاني 2002، كانت العملات المعدنية المتداولة (بعضها أنتج في عام 2000) هي:
- 1 سنتيم (~ 0.15 سنت يورو) من الفولاذ المقاوم للصدأ، نادرًا ما يتم تداوله (توقف الإنتاج الأخير أولاً في عام 1982، ثم في عام 1987 بسبب ارتفاع تكلفة الإنتاج، ونقص الطلب بسبب قيمته المنخفضة جدًا).
- 5 سنتيم (~ 0.76 سنت) من برونز الألومنيوم
- 10 سنتيم (~ 1.52 سنت) من برونز الألومنيوم
- 20 سنتيم (~ 3.05 سنت) من برونز الألومنيوم
- فرنك (~ 7.6 سنتًا) نيكل
- 1 فرنك (~ 15.2 سنتًا) نيكل
- 2 فرنك (~ 30.5 سنتًا) من النيكل
- 5 فرنكات (~ 76 سنتًا) من النحاس المطلي بالنيكل
- 10 فرنكات (~ 1.52 يورو) ثنائية المعدن
- 20 فرنكًا (~ 3.05 يورو) ثلاثية المعادن، نادرة (تم إنتاجها لفترة قصيرة قبل اليورو، وكان المقابل النقدي يستخدم بشكل أكثر تكرارًا)
- 100 فرنك (~ 15.24 يورو) من الفضة، نادرًا ما تُتَداوَل (غالبًا ما تُشترى وتُقَدَّم كهدايا شخصية، ولكنها نادرة في المعاملات التجارية، والآن قيمتها أكبر من قيمتها الاسمية).

| العملات المعدنية الأخيرة | العملات المعدنية الأخيرة | العملات المعدنية الأخيرة | العملات المعدنية الأخيرة | العملات المعدنية الأخيرة                 | العملات المعدنية الأخيرة                                                         | العملات المعدنية الأخيرة                            | العملات المعدنية الأخيرة                                 | العملات المعدنية الأخيرة                                               | العملات المعدنية الأخيرة | العملات المعدنية الأخيرة |
| قيمة                     | قيمة                     | ما يعادل اليورو          | المعلمات الفنية          | المعلمات الفنية                          | المعلمات الفنية                                                                  | المعلمات الفنية                                     | وصف                                                      | وصف                                                                    | وصف                      | أُصدِرَت من                 |
| قيمة                     | قيمة                     | ما يعادل اليورو          | قطر (مليمتر)             | كتلة (غرام)                              | المكونات                                                                         | المكونات                                            | الحافة                                                   | الوجه الأمامي                                                          | الوجه الخلفي             | أُصدِرَت من                 |
| ------------------------ | ------------------------ | ------------------------ | ------------------------ | ---------------------------------------- | -------------------------------------------------------------------------------- | --------------------------------------------------- | -------------------------------------------------------- | ---------------------------------------------------------------------- | ------------------------ | ------------------------ |
|                          | 1 c                      | €0.001                   | 15.00                    | 1.65                                     |                                                                                  | فولاذ مقاوم للصدأ                                   | ملساء                                                    | سنبلة قمح؛ الكتابة: الجمهورية الفرنسية                                 | القيمة؛ سنة الإصدار      | 1960–2001                |
| 5 c                      | €0.01                    | 17.00                    | 2.00                     |                                          | برونز ألومنيومي                                                                  | ماريان (هنري لاغريفول)؛ الكتابة: الجمهورية الفرنسية | ملساء                                                    | غصن زيتون، سنبلة قمح؛ القيمة؛ سنة الإصدار؛ الكتابة: حرية، مساواة، أخوة | 1966–2001                |                          |
| 10 c                     | €0.02                    | 20.00                    | 3.00                     | 1962–2001                                | برونز ألومنيومي                                                                  | ماريان (هنري لاغريفول)؛ الكتابة: الجمهورية الفرنسية | ملساء                                                    | غصن زيتون، سنبلة قمح؛ القيمة؛ سنة الإصدار؛ الكتابة: حرية، مساواة، أخوة |                          |                          |
| 20 c                     | €0.03                    | 23.50                    | 4.00                     | 1962–2001                                | برونز ألومنيومي                                                                  | ماريان (هنري لاغريفول)؛ الكتابة: الجمهورية الفرنسية | ملساء                                                    | غصن زيتون، سنبلة قمح؛ القيمة؛ سنة الإصدار؛ الكتابة: حرية، مساواة، أخوة |                          |                          |
| 1⁄2 F                    | €0.08                    | 19.50                    | 4.50                     |                                          | نيكل                                                                             | مقصبة                                               | لا ساموز (لويس-أوسكار روتي)؛ الكتابة: الجمهورية الفرنسية | غصن زيتون؛ القيمة؛ سنة الإصدار؛ الكتابة: حرية، مساواة، أخوة            | 1965–2001                |                          |
| 1 F                      | €0.15                    | 24.00                    | 6.00                     | 1960–2001                                | نيكل                                                                             | مقصبة                                               | لا ساموز (لويس-أوسكار روتي)؛ الكتابة: الجمهورية الفرنسية | غصن زيتون؛ القيمة؛ سنة الإصدار؛ الكتابة: حرية، مساواة، أخوة            |                          |                          |
| 2 F                      | €0.31                    | 26.60                    | 7.50                     | 1979–2001                                | نيكل                                                                             | مقصبة                                               | لا ساموز (لويس-أوسكار روتي)؛ الكتابة: الجمهورية الفرنسية | غصن زيتون؛ القيمة؛ سنة الإصدار؛ الكتابة: حرية، مساواة، أخوة            |                          |                          |
| 5 F                      | €0.76                    | 29.00                    | 10.00                    | نيكل مطلي نحاس-نيكل                      | غصن زيتون وغصن بلوط، سنبلة قمح؛ القيمة؛ سنة الإصدار؛ الكتابة: حرية، مساواة، أخوة | مقصبة                                               | لا ساموز (لويس-أوسكار روتي)؛ الكتابة: الجمهورية الفرنسية | 1970–2001                                                              |                          |                          |
| 10 F                     | €1.52                    | 23.50                    | 6.50                     |                                          | الحافة الخارجية: برونز ألومنيومي                                                 | مقطوعة القصب                                        | روح الحرية الكتابة: RF                                   | القيمة؛ سنة الإصدار؛ الكتابة: حرية، مساواة، أخوة                       | 1988–2001                |                          |
| 10 F                     | €1.52                    | 23.50                    | 6.50                     | الداخل: نيكل                             |                                                                                  | مقطوعة القصب                                        | روح الحرية الكتابة: RF                                   | القيمة؛ سنة الإصدار؛ الكتابة: حرية، مساواة، أخوة                       | 1988–2001                |                          |
| 20 F                     | €3.05                    | 27.00                    | 9.00                     |                                          | الحافة الخارجية: برونز ألومنيومي                                                 | مقطوعة القصب                                        | مون سان ميشيل؛ الكتابة: الجمهورية الفرنسية               | القيمة؛ سنة الإصدار؛ الكتابة: حرية، مساواة، أخوة                       | 1992–2001                |                          |
| 20 F                     | €3.05                    | 27.00                    | 9.00                     | الداخل: نيكل                             |                                                                                  | مقطوعة القصب                                        | مون سان ميشيل؛ الكتابة: الجمهورية الفرنسية               | القيمة؛ سنة الإصدار؛ الكتابة: حرية، مساواة، أخوة                       | 1992–2001                |                          |
| 20 F                     | €3.05                    | 27.00                    | 9.00                     | الجزء الداخلي (المركزي): برونز ألومنيومي |                                                                                  | مقطوعة القصب                                        | مون سان ميشيل؛ الكتابة: الجمهورية الفرنسية               | القيمة؛ سنة الإصدار؛ الكتابة: حرية، مساواة، أخوة                       | 1992–2001                |                          |

### صرف اليورو
كانت العملات المعدنية قابلة للاستبدال بحرية حتى 17 فبراير 2005 في بنك فرنسا فقط (لم يُطلب من البنوك التجارية قبول العملات القديمة بعد فترة الانتقال في عام 2002، ولكن بعضها فعل ذلك)، وذلك بتحويل قيمتها الإجمالية من الفرنك إلى اليورو (مقربة إلى أقرب سنت) بسعر صرف ثابت قدره 6.55957 فرنك لليورو الواحد. وظلت الأوراق النقدية قابلة للتحويل حتى 17 فبراير 2012.  وبحلول ذلك التاريخ، ظلت أوراق الفرنك بقيمة حوالي 550 مليون يورو غير قابلة للاستبدال، مما سمح للدولة الفرنسية بتسجيل المبلغ المقابل كإيرادات. 

## الأوراق النقدية
صدرت أول إصدارات ورقية نقدية بالفرنك عام ١٧٩٥. وكانت عبارة عن أوراق نقدية مُخصصة بفئات تتراوح بين ١٠٠ و١٠٠٠٠ فرنك. تلا ذلك في عام ١٧٩٦ "وعود انتداب إقليمي" تراوحت فئاتها بين ٢٥ و٥٠٠ فرنك. كما أصدرت الخزانة أوراقًا نقدية في ذلك العام تراوحت فئاتها بين ٢٥ و١٠٠٠ فرنك.
في عام ١٨٠٠، بدأ بنك فرنسا بإصدار أوراق نقدية، بدايةً من فئة ٥٠٠ و١٠٠٠ فرنك. وفي أواخر أربعينيات القرن التاسع عشر، أُضيفت أوراق نقدية من فئة ١٠٠ و٢٠٠ فرنك، ثم أُضيفت أوراق نقدية من فئة ٥، و٢٠، و٥٠ فرنكًا في ستينيات وسبعينيات القرن التاسع عشر، مع أن ورقة الـ ٢٠٠ فرنك قد توقفت عن التداول.
شهدت الحرب العالمية الأولى طرح أوراق نقدية من فئة 10 و1000 فرنك. وأصدرت غرف التجارة، من عام 1918 إلى عام 1926، أوراقًا نقدية من فئة 25 سنتيم و50 سنتيم و1، و2، و5، و10 فرنك.
على الرغم من طرح عملات معدنية أساسية من فئات 5، و10، و20 فرنكًا بين عامي 1929 و1933، إلا أن الأوراق النقدية لم تُلغَ. في عام 1938، أُضيفت أول أوراق نقدية من فئة 5000 فرنك.
في عام 1944، قدم الحلفاء المحررون عملات ورقية تشبه الدولار في فئات تتراوح بين 2 و1000 فرنك، بالإضافة إلى عملة نحاسية بقيمة 2 فرنك.
بعد الحرب العالمية الثانية، استُبدلت الأوراق النقدية من فئات 5 و10 و20 فرنكًا بالعملات المعدنية عام 1950، وكذلك أوراق 50 و100 فرنك في منتصف الخمسينيات. وفي عام 1954، طُرحت أوراق 10,000 فرنك.
في عام 1959، كانت الأوراق النقدية المتداولة عندما اُستُبدِلَ الفرنك القديم بالفرنك الجديد هي:
- 500 فرنك: فيكتور هوغو
- 1000 فرنك: الكاردينال دي ريشيليو
- 5000 فرنك: هنري الرابع
- 10000 فرنك: بونابرت القنصل الأول

تألف الإصدار الأول من الفرنك الجديد من أوراق نقدية من فئات 500 و1000، و5000، و10000 فرنك، مطبوعة عليها فئاتها الجديدة من 5 و10 و50 و100 فرنك جديد. تلا هذا الإصدار أوراق نقدية من نفس التصميم، ولكن مع إظهار الفئة الجديدة فقط. كما طُرحت ورقة نقدية جديدة من فئة 500 فرنك عام 1960 تحمل صورة موليير ، واستُبدلت عام 1969 بورقة باسكال الصفراء (المعروفة شعبيًا باسم باسكال ). واستمر إصدار ورقة نقدية من فئة 5 فرنكات حتى عام 1970، وورقة نقدية من فئة 10 فرنكات (تحمل صورة هيكتور بيرليوز ) حتى عام 1979.
من عام ١٩٩٢ إلى عام ١٩٩٨، صدرت سلسلة من الأوراق النقدية المُعاد تصميمها من قِبل روجر بفوند ‏ ، لتكون آخر الأوراق النقدية قبل طرح اليورو. الأوراق النقدية المتداولة عند استبدال الفرنك هي: 
- 20 فرنكًا (3.05 يورو): كلود أشيل ديبوسي - بني-أرجواني (عُرض عام 1983)
- 50 فرنكًا (7.62 يورو): أنطوان دو سانت إكزوبيري — الأزرق (تم تقديمه في 20 أكتوبر 1993، ليحل محل موريس كوينتين دي لا تور )
- 100 فرنك (15.24 يورو): بول سيزان - برتقالي (تم تقديمه في 15 ديسمبر 1997، ليحل محل يوجين ديلاكروا وكان من المفترض في الأصل أن يضم غوستاف إيفل )
- 200 فرنك (30.49 يورو): غوستاف إيفل - أحمر (تم تقديمه في 29 أكتوبر 1996، ليحل محل مونتسكيو وكان من المفترض في الأصل أن يصور الأخوين لوميير )
- 500 فرنك (76.22 يورو): بيير وماري كوري - أخضر (تم تقديمه في 22 مارس 1995، ليحل محل بليز باسكال )

يمكن استبدال الأوراق النقدية الحالية عند التحويل إلى اليورو في البنك المركزي الفرنسي أو الخدمات الأخرى حتى 17 فبراير 2012.
كانت معظم الأوراق النقدية من السلسلة القديمة قابلة للاستبدال لمدة عشر سنوات من تاريخ السحب. وبما أن آخر ورقة نقدية من السلسلة السابقة سُحبت في 1 فبراير 1999 (100 فرنك، ديلاكروا)، فقد كان الموعد النهائي لاستبدالها هو 31 يناير 2009.

### إصدار 1969–1982
| قيمة  | ما يعادل اليورو | أبعاد (مم) | وصف                               | وصف                             | تاريخ          | تاريخ          |
| قيمة  | ما يعادل اليورو |            | الوجه الأمامي                     | الوجه الخلفي                    | الإصدار        | السحب          |
| ----- | --------------- | ---------- | --------------------------------- | ------------------------------- | -------------- | -------------- |
| 10 ف  | 1.52 يورو       | 140 × 75   | هيكتور بيرليوز ليه إنفاليد        | برليوز، فيلا ميديشي             | 23 نوفمبر 1972 | 15 سبتمبر 1986 |
| 20 ف  | 3.05 يورو       | 140 × 75   | كلود ديبوسي لا مير                | ديبوسي، بيلياس وميليساند        | 6 أكتوبر 1981  | 17 فبراير 2002 |
| 50 ف  | 7.62 يورو       | 150 × 80   | موريس كوينتين دي لا تور قصر فرساي | كوينتين دي لا تور، فندق دي فيل  | 4 أبريل 1977   | 30 نوفمبر 1995 |
| 100 ف | 15.24 يورو      | 160 × 85   | يوجين ديلاكروا الحرية تقود الشعب  | دولاكروا، ساحة فورستنبرغ، باريس | 2 أغسطس 1979   | 1 فبراير 1999  |
| 200 ف | 30.49 يورو      | 172 × 92   | مونتسكيو ، العدالة                | مونتسكيو، قلعة لا بريد          | 7 يوليو 1982   | 1 أبريل 1998   |
| 500 ف | 76.22 يورو      | 180 × 97   | بليز باسكال برج سان جاك، باريس    | باسكال، ميناء رويال دي شامب     | 7 يناير 1969   | 1 مارس 1997    |

### عدد 1993-1998
| قيمة  | ما يعادل اليورو | أبعاد (مم) | اللون الرئيسي | اللون الرئيسي | وصف                     | وصف                          | تاريخ                              | تاريخ          |
| قيمة  | ما يعادل اليورو |            | اللون الرئيسي | اللون الرئيسي | الوجه الأمامي           | الوجه الخلفي                 | الطباعة                            | الإصدار        |
| ----- | --------------- | ---------- | ------------- | ------------- | ----------------------- | ---------------------------- | ---------------------------------- | -------------- |
| 50 ف  | 7.62 يورو       | 123 × 80   |               | أزرق          | أنطوان دو سانت إكزوبيري | طائرة بريجيه 14 ثنائية السطح | 1992، 1993، 1994، 1996، 1997، 1999 | 20 أكتوبر 1993 |
| 100 ف | 15.24 يورو      | 133 × 80   |               | البرتقالي     | بول سيزان               | فاكهة لسيزان                 |                                    | 15 ديسمبر 1997 |
| 200 ف | 30.49 يورو      | 143 × 80   |               | أحمر          | غوستاف إيفل             | قاعدة برج إيفل               | 1995، 1996، 1997، 1999             | 29 أكتوبر 1996 |
| 500 ف | 76.22 يورو      | 153 × 80   |               | أخضر          | ماري كوري بيير كوري     | أدوات المختبر                | 1994، 1995، 1996، 1998، 2000       | 22 مارس 1995   |

## العملةالفعلية
إلى جانب البيزيتا الإسبانية ، كان الفرنك الفرنسي عملةً فعليةً ‏ مستخدمةً في أندورا (التي لم تكن لديها عملة وطنية ذات قيمة قانونية). وكان متداولاً إلى جانب الفرنك الموناكوي في موناكو ، وكان له نفس القيمة. استُبدلت جميع هذه العملات باليورو عام ٢٠٠٢.

## أنظر أيضاً
- عملات اليورو الفرنسية
- اقتصاد فرنسا
- نابليون (عملة)
- تطور أسعار الطوابع في فرنسا  [لغات أخرى]‏

## فهرس
Cuhaj، George S.، المحرر (2009). Standard Catalog of World Coins 1801–1900 (ط. 6th). Krause. ISBN:978-0-89689-940-7.

## روابط خارجية
- نظرة عامة على الفرنك الفرنسي من هيئة الإذاعة البريطانية (BBC)
- الأوراق النقدية الفرنسية
- حاسبات ومخططات التضخم للفرنك الفرنسي (1951-1999) واليورو (1999-حتى الآن)
- الأوراق النقدية الفرنسية: كتالوج مفصل للفرنك الفرنسي
- الأوراق النقدية التاريخية لفرنسا (بالإنجليزية والألمانية)
- الفرنك - العملة في قاموس ميريام وبستر